# D3 – Defesa dos Direitos Digitais
A D3 – Defesa dos Direitos Digitais é uma associação portuguesa de direito privado sem fins lucrativos criada em 22 março 2017 e que tem como missão a defesa dos direitos e liberdades fundamentais no contexto digital, assegurando a liberdade de escolha e autonomia, a privacidade e o livre acesso à informação, conhecimento e cultura, entendendo a defesa dos meios digitais como potenciadora dos mecanismos de autocontrolo do Estado de Direito democrático.
A D3 tem sido uma voz ativa em temas como a reforma do direito de autor e os seus filtros de censura, a neutralidade da Internet e o zero rating, a utilização de aplicações de rastreamento de contactos, a videovigilância do espaço público, a privacidade e a encriptação das comunicações dos cidadãos, a retenção de metadados das telecomunicações, o voto electrónico ou a regulação da Internet.
Inserindo-se no movimento global dos direitos digitais, a D3 é o único representante português na European Digital Rights [EDRi], tendo sido observador desde dezembro de 2017 e membro efetivo desde 25 de abril de 2020.
No âmbito da sua missão, a D3 apresentou recentemente um motor de pesquisa na internet que se foca diretamente na privacidade dos utilizadores e das suas pesquisas online.
A direção atual da D3 é constituída por Ricardo Lafuente (presidente), Tiago Epifânio, Nuno Mota, Ana Carvalho e Rute Correia.

## Atividade
De entre as atividades desenvolvidas pela D3 destacam-se:
- A D3 denunciou que a Tarifa Social de Internet (TSI), criada em 2022 com objetivo de facilitar o acesso a pessoas em situação de vulnerabilidade, é afinal dez mais cara e doze vezes mais lenta do que outras opções equiparáveis disponíveis no mercado.[10][11][12][13][14]

- A D3 manifestou-se contra a possibilidade das autoridades usaram inteligência artificial para vigiar e entende que em causa está uma medida autoritária e que vai beneficiar também as empresas privadas que usam inteligência artificial, porque “passam a aceder aos dados dos cidadãos”.[15]

- Chat Control: 49 associações (entre elas a D3) exigem que a Europa retire proposta que prevê quebrar encriptação em casos de combate ao abuso de menores.[16][17]

- Posição sobre a queixa contra a Apple de violação das leis anti-monopólio.[18]

- Worldcoin - D3 defende suspensão em Portugal.[19][20][21]

- Conservação de metadados - Audição na Comissão de Assuntos Constitucionais, Direitos, Liberdades e Garantias (2021-03-04).[22][23]

- Inglaterra cria algoritmo para prever homicídios usando dados de saúde, cadastro e etnia da população: ativistas criticam, polícia desconfia - A D3 afirma que dificilmente aceitaria essa decisão se tomada por um governo português, porque esses sistemas de previsão, para além de ilegais, são incapazes de prever crimes, sendo uma forma de acentuar a discriminação estrutural e as desigualdades pré-existentes no sistema.[24]

## Participação em eventos ou em programas televisivos
- Participação no Digital Rights Festival, em dezembro de 2024.[25]

- Participação na Festa do Software Livre em 2024.[26]

- Participação em vários programas da série Autonomia Digital na RTP Açores.[27]

## Prémios
A D3 foi distinguida com a Medalha de Honra da Liga Portuguesa dos Direitos Humanos - Civitas, uma instituição centenária que tem como finalidade a defesa, aprofundamento e expansão dos Direitos Humanos.